# 1G busz (Miskolc)
A miskolci 1G jelzésű garázsjárati autóbuszvonal a Szondi György utca és az Újgyőri főtér (– Felső-Majláth) között húzódik, amelyet a Miskolc Városi Közlekedési Zrt. üzemeltet.

## Története
Az MVK Zrt. 2020. szeptember 1-től 1G jelzéssel garázsjáratokat indít a Szondi György utcáról, melyek legtöbbje az Újgyőri főtérig, kisebb része Felső-Majláthig közlekedik.
Az 1G járatok közül a Szondi György utcáról hétvégén kettő indítás a Tiszai pályaudvar, Felső-Majláthról munkanapokon egy indítás Berekalja érintésével közlekedik.

## Útvonala
Útvonala nagyjából megegyezik az 1-es és 901-es buszokéval, a Thököly utcától az 1-es és 1A-s villamosokkal.
| Szondi György utca – (Tiszai pu. –) Újgyőri főtér – Felső-Majláth | Felső-Majláth – (Berekalja –) Újgyőri főtér – Szondi György utca |
| --- | --- |
| Szondi György utca ➝ Üteg utca ➝ Baross Gábor út ➝ (Kandó Kálmán tér ➝ Tiszai pályaudvar ➝ Kandó Kálmán tér) Baross Gábor út ➝ Bajcsy-Zsilinszky út ➝ Soltész-Nagy Kálmán utca ➝ Zsolcai kapu ➝ Ady Endre utca ➝ Jókai Mór utca ➝ Fazekas utca ➝ Vologda utca ➝ Győri kapu ➝ Andrássy utca ➝ Újgyőri főtér ➝ Andrássy utca ➝ Kiss tábornok utca ➝ Táncsics tér ➝ Árpád út ➝ Hegyalja út ➝ Felső-Majláth | Felső-Majláth ➝ Hegyalja út ➝ (Kökény utca ➝ Endrődi Sándor utca ➝ Havas utca ➝ Fényesvölgyi utca ➝ Eper utca ➝ Erdő utca ➝ Móra Ferenc utca ➝ Kökény utca ➝) Árpád út ➝ Táncsics tér ➝ Kiss tábornok utca ➝ Andrássy utca ➝ Harmadik utca ➝ Első utca ➝ Újgyőri főtér ➝ Első utca ➝ Vasgyári út ➝ Andrássy utca ➝ Győri kapu ➝ Vologda utca ➝ Fazekas utca ➝ Jókai Mór utca ➝ Ady Endre utca ➝ Zsolcai kapu ➝ Soltész-Nagy Kálmán utca ➝ Bajcsy-Zsilinszky út ➝ Baross Gábor út ➝ Üteg utca ➝ Szondi György utca |

## Közlekedése
A Szondi György utca irányából
- munkanapokon éjszaka, valamint kora hajnaltól reggelig,
- hétvégén éjszaka, kora hajnaltól reggelig, valamint délután;

Az Újgyőri főtér irányából
- munkanapokon délután, valamint estétől késő éjszakáig,
- hétvégén délelőtt, délután, valamint estétől késő éjszakáig indulnak autóbuszok.

## Megállóhelyei
| 0                                    | Szondi György utca végállomás           | 0.0 km  | 0  | 7, 12G, 14G, 21G, 35G, 101B, 900, 935, Auchan 1 3706, 3710, 3712, 3715, 3716, 3717, 3718, 3719, 3720, 3721, 3722, 3723, 3724, 3726, 3727, 3728, 3729, 3730, 3731, 3733, 3734, 3735, 3736, 3737 |
| ∫                                    | Üteg utca                               | ∫       | ∫  | 7, 8, 12G, 14G, 21G, 32G, 34G, 35G, 101B, 900, 901, 935 3724 |
| Hétvégén 2 járat által érintett.     |                                         |         |    | |
| ∫                                    | Tiszai pályaudvar                       | ∫       | ∫  | 1, 1VP, 3, 3A, 8, 12G, 21, 30, 31, 101B, 900, 901, 935 1383 3724, 3738, 3751, 3752, 3753, 3755, 3764 1, 1A, 2 expresszvonat, IC, InterRégió, sebesvonat, személyvonat – Miskolc-Tiszai (80, 90, 92, 94) |
| 1                                    | Selyemrét                               | 0.8 km  | 2  | 1, 1VP, 3, 7, 12G, 14G, 21, 21G, 30, 31, 32G, 34G, 35G, 900, 901, 935, Auchan 1 3706, 3724, 3726, 3738, 3751, 3752 1, 1A, 2 |
| 2                                    | Bajcsy-Zsilinszky út                    | 1.4 km  | 4  | 1, 3, 4, 7, 12G, 32G, 34G, 101B, 900, 935 3706, 3724, 3726, 3738, 3752 |
| 3                                    | Búza tér / Zsolcai kapu                 | 1.9 km  | 5  | 1, 3, 3A, 4, 7, 11, 12G, 20, 20A, 24, 28, 32, 32G, 34G, 43, 44, 45, 101B, 900, 914, 935 1050, 1053, 1369, 1370, 1372, 1373, 1374, 1375, 1376, 1377, 1380, 1381, 1383, 1384, 1410, 1411 3700, 3701, 3702, 3703, 3704, 3705, 3706, 3707, 3708, 3709, 3710, 3711, 3712, 3714, 3715, 3716, 3717, 3718, 3719, 3720, 3721, 3722, 3723, 3724, 3726, 3727, 3728, 3729, 3730, 3731, 3733, 3734, 3735, 3736, 3737, 3738, 3739, 3740, 3741, 3742, 3743, 3744, 3745, 3746, 3747, 3748, 3749, 3750, 3751, 3752, 3753, 3754, 3755, 3757, 3760, 3761, 3764, 3765, 3766, 3767, 3770, 3772, 3773, 3774, 3775, 3776, 3777, 4019 |
| 4                                    | Szeles utca                             | 2.4 km  | 7  | 1, 12, 12G, 14, 14G, 20, 34G, 36, 54, 101B, 900, 914, 935 |
| 5                                    | Petőfi tér                              | 2.6 km  | 8  | 1, 11, 14, 14G, 20, 34, 34G, 36, 54, 101B, 900, 901, 914, 935 1383 3755 |
| 6                                    | Dózsa György út                         | 3.2 km  | 9  | 1, 34, 34G, 54, 101B, 901 1053, 1383 3701, 3735, 3755 |
| 7                                    | Vologda városrész                       | 3.8 km  | 10 | 1, 34, 34G, 54, 101B, 901 |
| 8                                    | Szent Anna tér                          | 4.3 km  | 11 | 1, 1VP, 29, 39, 54, 101B, 901 1383 3735, 3755 1, 1A, 2 |
| 9                                    | Aba utca                                | 5.0 km  | 13 | 1, 29, 39, 54, 101B, 901 1383 3755 |
| 10                                   | Zoltán utca                             | 5.6 km  | 14 | 1, 29, 39, 54, 101B, 901 1383 3755 |
| 11                                   | Örs utca                                | 6.0 km  | 15 | 1, 29, 39, 54, 101B, 901 |
| 12                                   | Avar utca                               | 6.7 km  | 16 | 1, 29, 39, 54, 101B, 901 1383 3753, 3755 |
| 13                                   | Újgyőri főtér vonalközi végállomás      | 6.9 km  | 17 | 1, 1VP, 6, 9, 16, 19, 21, 21G, 29, 39, 53, 54, 68, 101B, 901 1053, 1383 3753, 3755, 3756 1, 1A, 2 |
| 14                                   | Újgyőri piac                            | 7.3 km  | 18 | 1, 1VP, 6, 16, 53, 54, 901 3756 1, 1A, 2 |
| 15                                   | Bulgárföld városrész                    | 8.2 km  | 20 | 1, 1VP, 6, 53, 54, 901 1383 3755 1, 1A |
| 16                                   | Diósgyőri Gimnázium                     | 8.5 km  | 21 | 1, 1VP, 53, 54, 901 1383 3755 1, 1A |
| 17                                   | LÁEV (kisvasút)                         | 8.8 km  | 22 | 1, 21, 53, 54, 101B, 901 1 Miskolc-Dorottya utca–Lillafüred–Garadna-vasútvonal, Miskolc-Dorottya utca–Mahóca-vasútvonal |
| 18                                   | Táncsics tér                            | 9.6 km  | 23 | 1, 21, 53, 54, 101B, 901 1383 3755 |
| 19                                   | Diósgyőr városközpont                   | 10.1 km | 24 | 1, 1VP, 21, 53, 54, 101B, 901 1383 3755 1 |
| 20                                   | Alsó-Majláth                            | 10.6 km | 25 | 1, 1VP, 21, 53, 54, 101B, 901 3755 1 |
| Munkanapokon 1 járat által érintett. |                                         |         |    | |
| ∫                                    | Móra Ferenc utca                        | ∫       | ∫  | 21, 101B |
| ∫                                    | Erdő utca                               | ∫       | ∫  | 21, 101B |
| ∫                                    | Eper utca                               | ∫       | ∫  | 21, 101B |
| ∫                                    | Berekalja                               | ∫       | ∫  | 21, 101B |
| ∫                                    | Fényesvölgyi utca                       | ∫       | ∫  | 21, 101B |
| ∫                                    | Endrődi Sándor utca                     | ∫       | ∫  | 21, 101B |
| ∫                                    | Móra Ferenc utca                        | ∫       | ∫  | 21, 101B |
| ∫                                    | Felső-Majláth (1-es busz megállóhelyén) | ∫       | ∫  | 1, 1VP, 5, 15, 21, 53, 54, 101B, 901 1053, 1383 3753, 3755 1 |
| 21                                   | Felső-Majláth végállomás                | 11.3 km | 26 | 1, 1VP, 5, 15, 21, 53, 54, 101B, 901, ZOO 1053, 1383 3753, 3755 1 |